# Бацак, Вячеслав Николаевич
Вячеслав Николаевич Бацак (род. 14 июня 1975) — киргизский футболист.
В чемпионате Кыргызстана играл за команды «Шумкар» / «Шумкар-СКИФ» Бишкек (1993—1996) и «Джалал-Абад» / «Динамо» / «Динамо-УВД» (1996—2001).
После переезда в Россию стал работать в Фировской ДЮСШ (Фирово, Тверская область). Затем — тренер по футболу в СШОР «Экспресс» (Великие Луки).
В 2009 году Бацаку было отказано в регистрации на выборах главы Фировского района. В 2013 году он был избран депутатов Совета депутатов Фировского городского поселения третьего созыва от партии «Единая Россия». В 2014 году принимал участие в выборах главы Фировского района.